# Џон Ки
Џон Филип Ки (енгл. John Phillip Key; Окланд, 9. августа 1961) је 38. по реду и бивши премијер Новог Зеланда у три мандата, изабран 2008, 2011. и 2014. године. Налазио се на челу Националне странке од 2006. Посланик је за јединицу Хеленсвил у парламенту Новог Зеланда од 2002.